# Baardgrasvogel
De baardgrasvogel (Melocichla mentalis) is een zangvogel uit de familie Macrosphenidae.

## Verspreiding en leefgebied
Deze soort komt wijdverspreid voor in Afrika en telt vier ondersoorten:
- M. m. mentalis: van Senegal en Gambia tot Liberia oostelijk tot noordelijk Congo-Kinshasa en zuidelijk tot noordwestelijk Zambia en centraal Angola.
- M. m. amauroura: van zuidelijk Soedan en zuidwestelijk Ethiopië tot zuidoostelijk Kenia, westelijk en noordelijk Tanzania, centraal Zambia en oostelijk Congo-Kinshasa.
- M. m. orientalis: van oostelijk Tanzania tot oostelijk Zimbabwe en centraal Mozambique.
- M. m. luangwae: oostelijk Zambia.

## Status
De grootte van de populatie is niet gekwantificeerd maar de soort wordt omschreven als schaars tot plaatselijk algemeen. Op de Rode lijst van de IUCN heeft deze soort de status niet bedreigd.